# Giovanni Maria Sabino
Giovanni Maria Sabino (* 1588 in Turi (Apulien); † 1649 in Neapel) war ein italienischer Komponist, Kapellmeister und Organist des musikalischen Barock.

## Leben
Giovanni Maria Sabino wurde in eine bekannte Musikerfamilie hineingeboren. Sein Bruder bzw. sein Neffe waren die Komponisten Antonio Sabino und Francesco Sabino. Mit 14 Jahren ging er nach Neapel, um seine Studien bei Prospero Testa zu vervollständigen. 1610 kehrte er nach Turi zurück und folgte seiner geistlichen Berufung, er wurde 1612 zum Priester geweiht. Um seine musikalische Laufbahn fortzusetzen, reiste er 1613 wieder nach Neapel, wo er dann hauptsächlich lebte und arbeitete. Von 1622 bis 1626 unterrichtete er am Conservatorio della Pietà dei Turchini. 1627 wurde er zum Kapellmeister in Castel Nuovo ernannt. Von 1630 bis 1634 wirkte er als Organist am Oratorio di San Filippo, anschließend als Kapellmeister in der Santa Casa dell’Annunziata.
Sabino war ein angesehener Lehrer – unter seinen Schüler waren u. a. die bekannten Komponisten Gregorio Strozzi und Giovanni Salvatore.

## Werke
- Angelorum esca für 3 Stimmen und Basso Continuo
- Beatus vir für 5 Stimmen und Basso Continuo
- Cantate Domino für 2 Stimmen und Basso Continuo
- Confitebor für 5 Stimmen und Basso Continuo

- Crux Fidelis – Vokalmusik
- Diligam te Domine für 3 Stimmen, 2 Violinen und Basso Continuo

- Dixit Dominus – Choral
- Ecce panis angelorum – Vokalmusik
- Jesu corona celsior – für 4 Stimmen und Basso Continuo
- Laetatus sum – Psalm für 4 Stimmen und Basso Continuo
- Lauda Jerusalem – Psalm für 4 Stimmen
- Lauda Sion – Motette für 4 Stimmen und Basso Continuo
- Laudate pueri – Psalm für 4 Stimmen und Basso Continuo
- Magnificat – 4-stimmig
- Nisi Dominus – Psalm, 4-stimmig
- O quam speciosa – Lobgesang, 3-stimmig
- O Sacrum convivium – Vokalmusik
- Repleatur os meum – Vokalmusik
- Gagliarda Falsa – Kammermusik[3]